# Міжнародний регіон

## Міжнародний регіон
Міжнародний регіон - певна територія, яка живе і розвивається в певних просторово-часових рамка, що має регіональну взаємодію.

### Рівні інтерпретації
На різних рівнях інтерпретації поняття «міжнародний регіон» конкретний набір цих об'єднуючих характеристик різний.
На макрорівні під міжнародним регіоном будемо розуміти територіальні утворення, що володіють необхідним набором ціннісно створюючих характеристик і які з груп держав, далеко не завжди мають спільні кордони (наприклад регіон Півночі, країни Глибокого Півдня, регіон Південно-Східної Азії). Тут максимальна неоднорідність набору характеристик. Мови, основні елементи культури, такі, наприклад, як релігія, соціально-демографічні характеристики, адміністративно-територіальний поділ тут володіють якостями переривчастості. I тільки деякі характеристики географічного, економічного, екологічного, політико-філософського та деяких інших параметрів проявляють риси відносної глобальної однорідності.
При цьому в рамках цього рівня слід розрізняти:
1. Міжнародні регіональні утворення, що володіють необхідним набором ціннісно творюючих характеристик і які з груп держав, де одна держава є системоутворюючих для всього регіону - монополярна модель (наприклад -країни Заходу з центром США, Сходу з центром СРСР і ін.). Саме в цьому контексті 3. Бжезинський, відомий кремлезнавець і колишній радник президента США з національної безпеки писав, що у зв'язку з перемогою в «холодній війні» «головний геополітичний приз для Америки - Євразія»
2. Регіональні освіти, що володіють необхідним набором ціннісно створюючих характеристик і які з груп держав, де жодна держава не є системоутворюючою для всього регіону - пиліполярна модель (наприклад - регіони Півночі і Півдня, країни Південно-Східної Азії, країни Західної Європи, країни Карибського басейну, Третього світу та ін.). Саме в такому контексті використовує цей термін, наприклад, відомий російський філософ і політолог А. С. Панарін, говорячи про те, що «далекосхідні тигри залишилися ... архаїчними, щоб як і раніше вірити у старанність, працьовитість, партнерську відповідальність і високу професійну кваліфікацію »своєї робочої сили, незважаючи на те, що шляхом спекуляцій з короткостроковими капіталами« в 1997 р. з економіки далекосхідного регіону було відразу вилучено 200 млрд доларів.
На середньому (міді) рівні під міжнародним регіоном ми будемо розуміти територіальні утворення, що володіють необхідним набором ціннісностворюючих характеристик і складаються з держав, а також територій держав, що примикають до цьому регіональному утворенню на підставі будь-якого системоутворюючого фактора (наприклад, регіон Каспійського моря, регіон Північної Євразії та ін.).
Тут середня інтенсивність поширення характеристик неоднорідності. Відносно однорідними, як правило, виступають близькі мови, релігія, елементи культури і способу життя, економіки, філософсько-політичні обґрунтування і проєкції майбутнього розвитку і т. Н.
Саме в такому контексті вживаються такі терміни, як латиноамериканський регіон, регіон країн Балтійського моря, регіон країн Карибського моря та ін.
На мікрорівні під міжнародним регіоном ми будемо розуміти територіальні утворення, що володіють необхідним набором ціннісно створюючих характеристик і складаються з транскордонних відносно автономних територій держав, виділених на підставі будь-якого системоутворюючого фактора, що володіють необхідним набором ціннісно створюючих характеристик і складаються з одного або кількох адміністративних та інших районів і демонструють певний ступінь однорідності в загальному (природному, культурному, економічному, демографічному і т. д.) ландшафті.